# Czarna (rejon starokonstantynowski)
Czarna (ukr. Чорна) – wieś na Ukrainie w rejonie starokonstantynowskim obwodu chmielnickiego.

## Zabytki
- pałac – wybudowany został po 1830 r. przez Romualda Rudnickiego, syna Franciszka Rudnickiego, chorążego zasławskiego. Parterowy pałacyk został wzniesiony w stylu późnoklasycystycznym. Wokół obiektu na pofałdowanym terenie powstał park krajobrazowy z dwiema sadzawkami[3].